# Sydney-i metró
A sydney-i metró egy teljesen automatizált gyorsvasúti rendszer, amely az új-dél-walesi Sydneyben működik. Jelenleg egy vonalból áll, amely 2019. május 26-án nyílt meg, Tallawongtól Chatswoodig tart, a 36 km hosszúságú, normál nyomtávolságú kétvágányú vasútvonal, nagyrészt a föld alatt fut, és 13 állomás található rajta. Jelenleg folyik a munka e vonal Chatswoodtól Bankstownig történő meghosszabbításán, amely Sydney kikötője és Sydney központi üzleti negyede (CBD) alatt fut majd, és a tervek szerint 2024-ben készül el. A vonal elkészültével 66 km hosszú lesz a kétvágányú vonal és összesen 31 állomás lesz majd rajta.
Két további vonalat jelentettek be: Sydney Metro Western Sydney Airport és Sydney Metro West. A Sydney Metro Western Sydney Airport körülbelül 23 km hosszú lesz St Marys-tól a tervezett Aerotropolis Core-ig. Hat állomásból áll majd, és az új nyugat-szindyei nemzetközi (Nancy-Bird Walton) repülőteret szolgálja ki, amikor 2026-ban megnyílik.
A Sydney Metro West körülbelül 24 km hosszú lesz Westmeadtől Sydney központi városközpontjáig. A tervek szerint a kétvágányú vonal a föld alatt fut majd és kilenc állomást szolgál majd ki. A vonal a 2030-as megnyitásakor Parramatta és a Sydney Olympic Park felé is közlekedik majd.
Sydney az első és jelenleg az egyetlen város Ausztráliában, amely teljesen automatizált (vezető nélküli) gyorsvasúti metrórendszerrel rendelkezik.  A nagysebességű, gyorsvasúti metróval kapcsolatos tervek és projektek Sydneyben legalább 2008-ig nyúlnak vissza, bár egy kezdeti javaslat már 2001-ben felmerült. A metróhálózatra vonatkozó kiterjedt korábbi tervek ellenére a privatizációval és finanszírozással kapcsolatos viták akadályozták a kormány jóváhagyását, késleltetve a megvalósítást. A projekt elindításának nehézségei ellenére 2013-ban a kormány jóváhagyta az eredetileg North West Rail Link néven ismert, Sydney első földalatti metróját. Ezt az útvonalbővítések és a Sydney Metro-ra történő névváltoztatás hamarosan követte.
A hálózatot a Sydney Metro ügynökség irányítja, a Transport for NSW égisze alatt. A szolgáltatásokat a Metro Trains Sydney üzemelteti, és integrálódnak a már meglévő Sydney Trains hálózatba.